# Glypta rutilata
Glypta rutilata là một loài tò vò trong họ Ichneumonidae.